# Pauwels Franck
Pauwels Franck, bijnaam Paolo Fiammingo (Antwerpen, 1540 - Venetië 1596) was een Zuid Nederlands kunstschilder.
Werken van hem hangen in de Galleria Doria Pamphilj en de Biblioteca Apostolica Vaticana in Rome. In de Fondazione Giorgio Cini (Venetië) bevindt zich het schilderij De inzameling van het Manna, uit de collectie van Vittorio Cini, dat eens hing in zijn residentie in Monselice.
- Biblioteca Nacional de España: XX1360706
- Biografisch Portaal: 49001071
- Gemeinsame Normdatei: 129725102
- International Standard Name Identifier: 0000 0000 6631 6260
- KulturNav: ed340353-d13b-4b43-ba38-a946fb66bd52
- RKD-Nederlands Instituut voor Kunstgeschiedenis: 28988
- Système universitaire de documentation: 253497914
- Union List of Artist Names: 500031364
- Virtual International Authority File: 70017170
- WorldCat: E39PBJgcYprjgd9xJMptMJ3qQq